# Heidemarie Wieczorek-Zeul
Heidemarie Wieczorek–Zeul (ur. 21 listopada 1942 we Frankfurcie nad Menem) – niemiecka polityk i nauczycielka, działaczka Socjaldemokratycznej Partii Niemiec (SPD), eurodeputowana I i II kadencji, długoletnia posłanka do Bundestagu, w latach 1998–2009 minister współpracy gospodarczej i rozwoju w rządzie federalnym.

## Życiorys
W latach 1961–1965 studiowała anglistykę i historię na Uniwersytecie Johanna Wolfganga Goethego we Frankfurcie nad Menem, następnie do 1975 pracowała jako nauczycielka w szkole w Rüsselsheim. W latach 1977–1979 kierowała europejskim biurem koordynującym działalność międzynarodowych organizacji młodzieżowych.
W 1965 wstąpiła w szeregi Socjaldemokratycznej Partii Niemiec. W latach 1974–1977 pełniła funkcję przewodniczącej jej organizacji młodzieżowej Jusos. W latach 1968–1972 była radną w Rüsselsheim. Od 1979 do 1989 sprawowała mandat posłanki do Parlamentu Europejskiego I i II kadencji. W 1987 po raz pierwszy została wybrana do Bundestagu. Reelekcję uzyskiwała w kolejnych wyborach w 1990, 1994, 1998, 2002, 2005 i 2009. Zasiadała w niższej izbie niemieckiego parlamentu do 2013, kiedy to nie zdecydowała się na ponowny start w wyborach.
W 1993 bezskutecznie ubiegała się o partyjną nominację na kandydata SPD na kanclerza. W tym samym roku została wiceprzewodniczącą socjaldemokratów, zajmując to stanowisko do 2005. W ramach SPD związana z lewicowym skrzydłem ugrupowania, doczekała się w mediach przydomku „Rote Heidi”.
27 października 1998 objęła urząd ministra do spraw współpracy gospodarczej i rozwoju, sprawowała go nieprzerwanie do 28 października 2009 w dwóch gabinetach Gerharda Schrödera oraz w pierwszym rządzie Angeli Merkel.

## Życie prywatne
Jej mężem był polityk SPD Norbert Wieczorek.